# Benflöjt

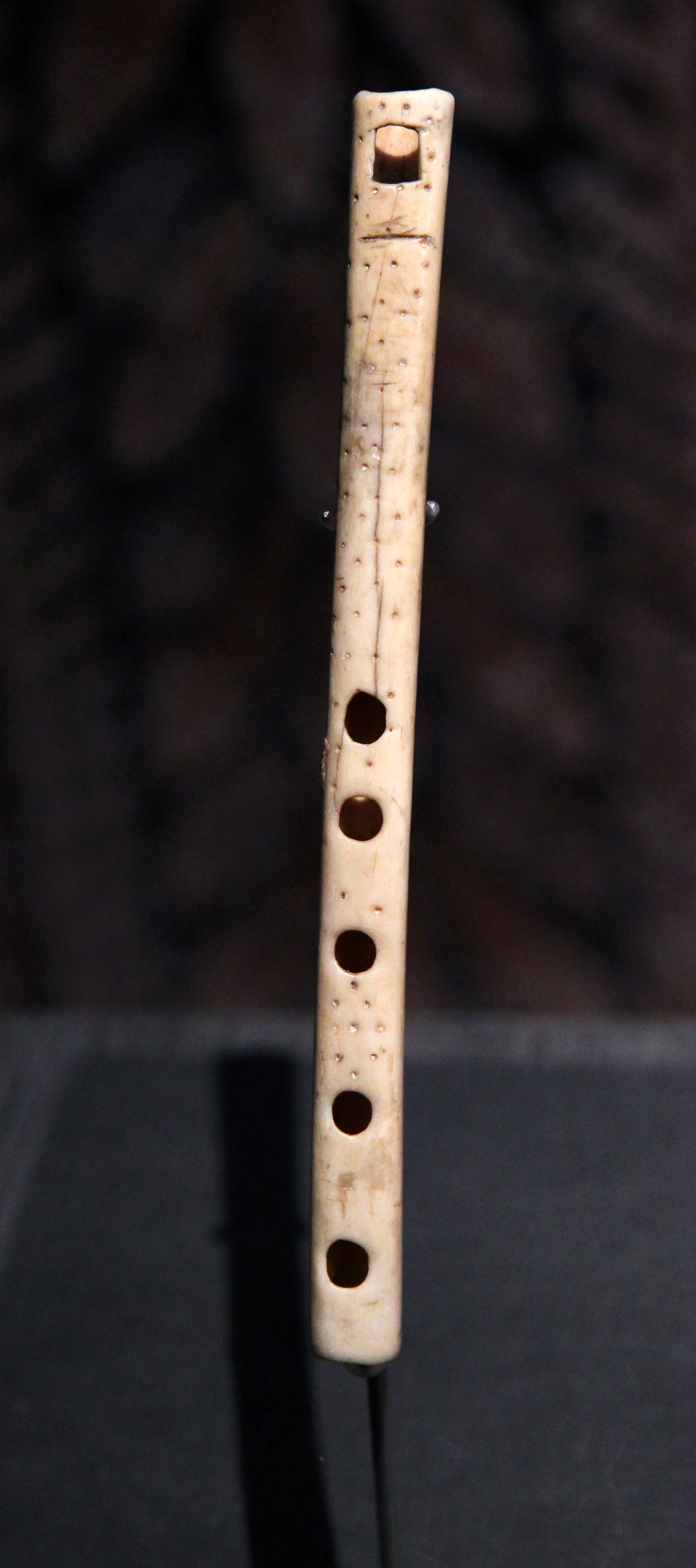
Benflöjt från Aveyron, ca. 2 500 f. Kr.

En benflöjt är en spaltflöjt tillverkad av rörben från något djur, vanligen tamfår. Benflöjter är funna bland annat i Birka. För att jämna ut ojämnheter i benet och för att stämma flöjten användes ibland bivax.